# Sphaerodactylus sabanus
Sphaerodactylus sabanus — вид геконоподібних ящірок родини Sphaerodactylidae. Мешкає на Карибах.

## Опис
Довжина Sphaerodactylus sabanus (без врахування хвоста) становить 30 мм. Верхня частина тіла коричнева, голова оранжева, горло біле або жовте, забарвлення нижньої частини тіла варіюється від білодо до світло-коричневого. На голові темні смуги, які іноді переходять у темні плями. На потилиці темна смуга, тіло і хвіст поцятковані рядами дрібними світлих плям.

## Поширення і екологія
Sphaerodactylus sabanus мешкають на островах Саба, Сінт-Естатіус, Сент-Кіттс і Невіс в групі Малих Антильських островів. Вони живуть в сухих тропічних лісах і чагарникових заростях, в галерейних лісах, в кокколобових і пльмових заростях, в садах і поблизу людських поселень, серед опалого листя і під камінням. Відкладають яйця.